# 19678 Belczyk
19678 Belczyk è un asteroide della fascia principale. Scoperto nel 1999, presenta un'orbita caratterizzata da un semiasse maggiore pari a 2,8884916 UA e da un'eccentricità di 0,0135049, inclinata di 1,80790° rispetto all'eclittica.